# كريم سجادبور
كريم سجادبور (بالفارسية:کریم سجادپور) هو محلل سياسات أمريكي حول إيران لدى مؤسسة كارنيغي للسلام الدولي.

## النشأة والمسيرة
ولد كريم سجادبور في إيران وحاز على إجازة من جامعة ميشيغان وماجستير من كلية بول نيتز للدراسات الدولية المتقدمة التابعة لجامعة جون هوبكينز. عمل في مجلة ناشيونال جيوغرافيك انطلاقا من إيران ثم عمل «محلل رئيسي لإيران» بمجموعة الأزمات الدولية لمدّة أربع سنوات انطلاقا من إيران ومن واشنطن دي سي. ثم التحق بمؤسسة كارنيغي للسلام الدولي. ويتحدث الفارسية والإنجليزية والإسبانية والروسية.

## الجوائز والتقدير
- منحة فولبرايت
- قائد عالمي شاب، المنتدى الاقتصادي العالمي

## وصلات خارجية
- كريم سجادبور مؤسسة كارنيغي للسلام الدولي